# Hard-Fi
Hard-Fi ist eine Band aus Staines (England) und fällt in die Genres Alternative Rock und Independent.

## Geschichte
Das Debüt-Album Stars of CCTV wurde zunächst als ein aus sechs Liedern bestehendes Minialbum in einer zweckentfremdeten Taxizentrale, in ihrem eigenen Studio, „Cherry Lips“, in Staines aufgenommen. Danach wurde es in einer Vielzahl ungewöhnlicher akustischer Umgebungen, wie beispielsweise in Schlafzimmern, in Bars und im BMW ihres Produzenten, Wolsey White, gemischt.
Die Band wurde daraufhin von Atlantic Records unter Vertrag genommen. Das Label gab ihnen die Chance, ihr Album erneut aufzunehmen, woraufhin die Band in ihr Studio zurückkehrte, um ihren einmaligen Klang zu erhalten.
Hard-Fi unterstützte Green Day sowohl bei deren US-Tournee, als auch bei deren zwei großen Auftritten in Milton Keynes Bowl, England. Für die Tournee mussten sie sich jedoch einen neuen Bassisten suchen, weil Stephens aufgrund von Kokainkonsum beim Feltham Megabowl verhaftet wurde und somit bei der Polizei aktenkundig ist. Aufgrund dessen bekam er kein Visum für die Einreise in die USA. Richard Archer trug daraufhin bei Auftritten T-Shirts mit der Aufschrift „Kai Stephens is innocent“ (Kai Stephens ist unschuldig), was jedoch letzten Endes nichts nutzte.
Die Feier zur Veröffentlichung ihres Debütalbums war für den 7. Juli 2005 in Cheekies Nachtclub in Staines, wo auch ihr Video zu Hard To Beat gedreht wurde, geplant. Aufgrund der schlechten Gesundheit von Archers Mutter wurde die Veranstaltung abgesagt. Nachdem seine Mutter kurz darauf gestorben war, beschloss Hard-Fi nicht beim Glastonbury Festival zu spielen. Am 13. Juli 2005 wurde die Feier in Ladbroke Grove, London, nachgeholt.
Die Bekanntheit von Hard-Fi stieg im Vereinigten Königreich, nachdem „Stars of CCTV“ für den Mercury Music Prize 2005 nominiert worden war. Das Album beschreibt vor allem die Trostlosigkeit der Londoner Vorstadt und gibt Aufschluss über die, nach Meinung der Band, völlig nutzlose allzeitige Überwachung aller englischen Städte durch das Kamerasystem CCTV. Dies brachte ihnen auch in Deutschland mehr Aufmerksamkeit ein. Die Gruppe war 2006 für den BRIT Award nominiert.
Die Band tourte von Ende Februar bis Anfang März 2006 durch Deutschland und war in Stuttgart, Dresden, München und Frankfurt am Main, sowie im Juni auf dem Southside und Hurricane Festival, zu sehen.
Am 8. Mai 2006 erschien ihre erste Live-DVD, In Operation, welche in London Astoria aufgenommen wurde und die erste Live-DVD der Band ist. Sie beinhaltet 13 Lieder von ihrem Album Stars of CCTV und die Live-Version ihres Covers von Seven Nation Army von The White Stripes. Darüber hinaus gibt es noch einige Remixe aus dem Stars of CCTV Album.
Das zweite Album Once Upon a Time in the West erschien am 31. August 2007 in Deutschland.
Die Songs Hard to Beat und Cash Machine wurden im Film Zusammen ist man weniger allein gespielt. Der Song Suburban Knights wurde 2008 in einem Werbespot für den deutschen Internet- und Telefonanbieter Freenet verwendet.
Anfang Mai 2013 erklärte die Band zunächst auf ihrem Facebook-Auftritt und auch später gegenüber der Presse, dass Ross Phillips die Band verlassen hat, da er andere Interessen verfolgen möchte.

## Diskografie

### Studioalben
| Jahr | Titel                        | Höchstplatzierung, Gesamtwochen, AuszeichnungChartplatzierungen (Jahr, Titel, Platzierungen, Wochen, Auszeichnungen, Anmerkungen) | Höchstplatzierung, Gesamtwochen, AuszeichnungChartplatzierungen (Jahr, Titel, Platzierungen, Wochen, Auszeichnungen, Anmerkungen) | Höchstplatzierung, Gesamtwochen, AuszeichnungChartplatzierungen (Jahr, Titel, Platzierungen, Wochen, Auszeichnungen, Anmerkungen) | Höchstplatzierung, Gesamtwochen, AuszeichnungChartplatzierungen (Jahr, Titel, Platzierungen, Wochen, Auszeichnungen, Anmerkungen) | Höchstplatzierung, Gesamtwochen, AuszeichnungChartplatzierungen (Jahr, Titel, Platzierungen, Wochen, Auszeichnungen, Anmerkungen) | Anmerkungen                           |
| Jahr | Titel                        | DE | AT | CH | UK | US | Anmerkungen                           |
| ---- | ---------------------------- | --- | --- | --- | --- | --- | ------------------------------------- |
| 2005 | Stars of CCTV                | DE20 (4 Wo.)DE | AT47 (4 Wo.)AT | — | UK1 ×2Doppelplatin · (64 Wo.)UK                                                                                                   | — | Erstveröffentlichung: 4. Juli 2005    |
| 2007 | Once Upon a Time in the West | DE39 (2 Wo.)DE | AT51 (2 Wo.)AT | CH49 (2 Wo.)CH | UK1 Gold · (14 Wo.)UK | — | Erstveröffentlichung: 30. August 2007 |
| 2011 | Killer Sounds                | — | — | CH77 (1 Wo.)CH | UK9 (5 Wo.)UK | — | Erstveröffentlichung: 19. August 2011 |

### Remixalben
| Jahr | Titel        | Höchstplatzierung, Gesamtwochen, AuszeichnungChartplatzierungen (Jahr, Titel, Platzierungen, Wochen, Auszeichnungen, Anmerkungen) | Höchstplatzierung, Gesamtwochen, AuszeichnungChartplatzierungen (Jahr, Titel, Platzierungen, Wochen, Auszeichnungen, Anmerkungen) | Höchstplatzierung, Gesamtwochen, AuszeichnungChartplatzierungen (Jahr, Titel, Platzierungen, Wochen, Auszeichnungen, Anmerkungen) | Höchstplatzierung, Gesamtwochen, AuszeichnungChartplatzierungen (Jahr, Titel, Platzierungen, Wochen, Auszeichnungen, Anmerkungen) | Höchstplatzierung, Gesamtwochen, AuszeichnungChartplatzierungen (Jahr, Titel, Platzierungen, Wochen, Auszeichnungen, Anmerkungen) | Anmerkungen                       |
| Jahr | Titel        | DE | AT | CH | UK | US | Anmerkungen                       |
| ---- | ------------ | --- | --- | --- | --- | --- | --------------------------------- |
| 2006 | In Operation | — | — | — | UK62 (1 Wo.)UK | — | Erstveröffentlichung: 8. Mai 2006 |

### Weitere Alben
- 2005: Sessions@AOL
- 2006: Hard-Fi Live from the Bowery Ballroom NYC
- 2007: Once Upon a Time in December
- 2014: Hard-Fi: Best of 2004–2014

### Singles
| Jahr | Titel Album                                                | Höchstplatzierung, Gesamtwochen, AuszeichnungChartplatzierungen (Jahr, Titel, Album, Platzierungen, Wochen, Auszeichnungen, Anmerkungen) | Höchstplatzierung, Gesamtwochen, AuszeichnungChartplatzierungen (Jahr, Titel, Album, Platzierungen, Wochen, Auszeichnungen, Anmerkungen) | Höchstplatzierung, Gesamtwochen, AuszeichnungChartplatzierungen (Jahr, Titel, Album, Platzierungen, Wochen, Auszeichnungen, Anmerkungen) | Höchstplatzierung, Gesamtwochen, AuszeichnungChartplatzierungen (Jahr, Titel, Album, Platzierungen, Wochen, Auszeichnungen, Anmerkungen) | Höchstplatzierung, Gesamtwochen, AuszeichnungChartplatzierungen (Jahr, Titel, Album, Platzierungen, Wochen, Auszeichnungen, Anmerkungen) | Anmerkungen                             |
| Jahr | Titel Album                                                | DE | AT | CH | UK | US | Anmerkungen                             |
| ---- | ---------------------------------------------------------- | --- | --- | --- | --- | --- | --------------------------------------- |
| 2005 | Cash Machine Stars of CCTV                                 | DE75 (4 Wo.)DE | — | — | UK14 (15 Wo.)UK | — | Erstveröffentlichung: 24. Januar 2005   |
| 2005 | Tied Up too Tight Stars of CCTV                            | — | — | — | UK15 (5 Wo.)UK | — | Erstveröffentlichung: 14. März 2005     |
| 2005 | Hard to Beat Stars of CCTV                                 | DE80 (5 Wo.)DE | — | — | UK9 Gold · (27 Wo.)UK | — | Erstveröffentlichung: 20. Juni 2005     |
| 2005 | Living for the Weekend Stars of CCTV                       | — | — | — | UK15 Silber · (12 Wo.)UK | — | Erstveröffentlichung: 5. September 2005 |
| 2006 | Better Do Better Stars of CCTV                             | — | — | — | UK14 (6 Wo.)UK | — | Erstveröffentlichung: 27. Februar 2006  |
| 2007 | Suburban Knights Once Upon a Time in the West              | DE79 (3 Wo.)DE | — | — | UK7 (9 Wo.)UK | — | Erstveröffentlichung: 6. August 2007    |
| 2007 | Can’t Get Along (Without You) Once Upon a Time in the West | — | — | — | UK45 (2 Wo.)UK | — | Erstveröffentlichung: 4. November 2007  |
| 2008 | I Shall Overcome Once Upon a Time in the West              | — | — | — | UK35 (1 Wo.)UK | — | Erstveröffentlichung: 29. Februar 2008  |
| 2011 | Good for Nothing Killer Sounds                             | — | — | — | UK51 (1 Wo.)UK | — | Erstveröffentlichung: 17. Juni 2011     |

## Auszeichnungen für Musikverkäufe
| Goldene Schallplatte - Irland - 2007: für das Album Once Upon a Time in the West 2× Platin-Schallplatte - Irland - 2006: für das Album Stars of CCTV |

Anmerkung: Auszeichnungen in Ländern aus den Charttabellen bzw. Chartboxen sind in ebendiesen zu finden.
| Land/RegionAuszeichnungen für Musikverkäufe (Land/Region, Auszeichnungen, Verkäufe, Quellen) | Silber  | Gold     | Platin     | Verkäufe  | Quellen        |
| -------------------------------------------------------------------------------------------- | ------- | -------- | ---------- | --------- | -------------- |
| Irland (IRMA)                                                                                | —       | Gold1    | 2× Platin2 | 37.500    | irishcharts.ie |
| Vereinigtes Königreich (BPI)                                                                 | Silber1 | 2× Gold2 | 2× Platin2 | 1.300.000 | bpi.co.uk      |
| Insgesamt                                                                                    | Silber1 | 3× Gold3 | 4× Platin4 |           |                |